# 大阪市立矢田中学校
大阪市立矢田中学校（おおさかしりつ やた ちゅうがっこう）は、大阪府大阪市東住吉区にある公立中学校。
中河内郡矢田村（現在の大阪市東住吉区矢田地区）の中学校として、1947年に開校した。その後地域の宅地化に伴う生徒数の増加により、1970年に大阪市立矢田南中学校を分離している。
地域の諸事情から、阪市立中学校としては数少ない、学校給食を実施している中学校でもあったが、大阪市の方針により学校給食は2007年度限りで廃止された。

## 沿革
- 1947年4月21日 - 中河内郡矢田村立中学校として開設。
- 1955年4月3日 - 矢田村が大阪市に編入したことに伴い、大阪市立矢田中学校と改称。
- 1970年4月1日 - 大阪市立矢田南中学校が分離開校。
- 1974年5月1日 - 現在地に移転。
- 1980年1月30日 - 学校給食を開始。
- 2008年3月 - 学校給食を廃止。

## 通学区域
- 大阪市立矢田東小学校と大阪市立矢田北小学校の通学区域。

大阪市東住吉区 住道矢田（3丁目1-2番の市営住宅を除く）、照ヶ丘矢田。

## 著名な卒業生
- 伊藤涼太郎 : プロサッカー選手(同校史上初)
- ウーロンパンダ 慎太郎 : 漫才師

## 交通
- 大阪シティバス 住道矢田バス停。
- 近鉄南大阪線 矢田駅 南東へ約1.5km。
- 地下鉄谷町線 喜連瓜破駅 南西へ約2km。